# Pedroche
Pedroche là một đô thị trong tỉnh Córdoba, Andalusia, Tây Ban Nha. Dân số 1.862 người.